# Рони Дру
Џозеф Роналд Дру (Дан Лири, 16. септембар 1934 — Даблин, 16. август 2008) био је ирски певач, фолк музичар и глумац који је остварио педесетогодишњу каријеру са групом The Dubliners.
Певао је главне вокале на сингловима Seven Drunken Nights и The Irish Rover, који су оба ушли у топ 10 у Великој Британији и изведени су на TOTP. Његов глас је једном описао Нејтан Џозеф као „као звук кокса који се згњечи вратима“.

Ronnie Drew in his fine suit of blue

And a voice like gravel that would cut you in two

We thought he was Dublin through and through

But he blew in from Dún Laoghaire

~ Andy Irvine, 2004

## Соло дискографија
- Ronnie Drew (1975) Ireland No. 7
- Guaranteed (1978)
- Dirty Rotten Shame (1995) Ireland No. 1
- The Humour Is on Me Now (1999)
- A Couple More Years (with Eleanor Shanley) (2000) Ireland No. 47
- An Evening With Ronnie Drew (2004)
- The Magic of Christmas (2004) (гостовање)
- El Amor De Mi Vida (са Еленор Шанли) (2006)
- A New World (2006)
- There's Life in the Old Dog Yet (2006)
- Pearls (with Grand Canal) (2007)
- The Best of Ronnie Drew (2007)
- The Last Session: A Fond Farewell (2008) Ireland No. 18

### Синглови
- Weila Weila (1975) Ireland No. 15
- Spanish Lady (1994) (са Dustin, The Saw Doctors) Ireland No. 1
- Easy and Slow (2008) Ireland No. 18

## Филмографија
- Finbar Lebowitz (2000)[6]